# Adil Khan II
Miran Adil Khan II fou sobirà farúquida de Khandesh, fil i successor de Miran Mubarak Khan I quan aquest va morir el 17 de maig o el 5 de juny del 1457.
Va fortificar Asirgarh i va construir la fortalesa de Burhanpur. Va derrotar els rajes gond de Gondwana i Mandla i va arribar en les seves conquestes fins a Jharkhand, prenent el títol de Shah-i-Jharkhand. Va derrotar a grups khols i bhils.
Després d'aquestes victòries es va declarar independent de Gujarat i va deixar de pagar el tribut establert i en conseqüència el 1498 Gujarat va envair el regne en direcció al riu Tapti i el va obligar a un acord honorable pel qual va pagar els tributs endarrerits.
Va morir el 28 de setembre de 1501 (o 8 d'abril de 1503) i fou enterrat a Burhanpur.
No deixava fills i el va succeir el seu germà Daud Khan.